# Dzbanecznik owłosiony
Dzbanecznik owłosiony (Nepenthes villosa) – gatunek rośliny chronionej z rodziny dzbanecznikowatych, zaliczany do grupy dzbaneczników górskich. W naturze występuje w górach Kinabalu oraz Tambuyukon w gęstych wilgotnych lasach na wyspie Borneo. Roślina owadożerna, łapiąca owady za pomocą specjalnych liści pułapkowych.

## Morfologia
Liście dość grube i mięsiste. Lekko zaokrąglone po bokach w różnych odcieniach zieleni. Pokryte drobnymi włoskami na całej płaszczyźnie razem z ogonkiem Dzbanki górne -zaokrąglone. Pokryte drobnymi włoskami, z charakterystycznym "kołnierzem" dla tej rośliny. Mogą mieć różne barwy od żółtych przez pomarańczowe, jaskrawe czerwienie aż do ciemnych brązów. Dzbanki dolne -są mniej efektowne od górnych, są wydłużone i mniej kolorystyczne. Rośnie na wysokościach 2400–3200 m n.p.m., a więc jest to dzbanecznik wysokogórski.

## Zastosowanie
Roślina ozdobna. Jest to dzbanecznik który wolno rośnie, a do prawidłowego rozwoju potrzebuje stabilnych temperatur (w nocy potrzebuje spadków temperatury o kilka stopni) oraz dużej wilgotności. Jest rośliną dla bardziej zaawansowanej grupy hodowców, jest trudny w uprawie i wymagający. Wilgotność powinna wynosić 80-100%. Roślina powinna dobrze rosnąć w chłodnym miejscu. Zraszanie podłoża ochłodzoną wodą też w dużym stopniu pomaga w hodowli tej rośliny. Nieco łatwiej uprawia się starsze rośliny, ale początkującym i porywczym hodowcom odradza się tę roślinę, ponieważ to bardzo trudne, aby utrzymać warunki w ciągłości identyczne, tak by nie było żadnych wahań, ani pomiędzy wilgotnością, ani w temperaturze. Mimo to dzbanecznik ten w odpowiednio skonstruowanym terrarium powinien dobrze się rozwijać. Należy koniecznie dobrać odpowiednią wentylację do terrarium.

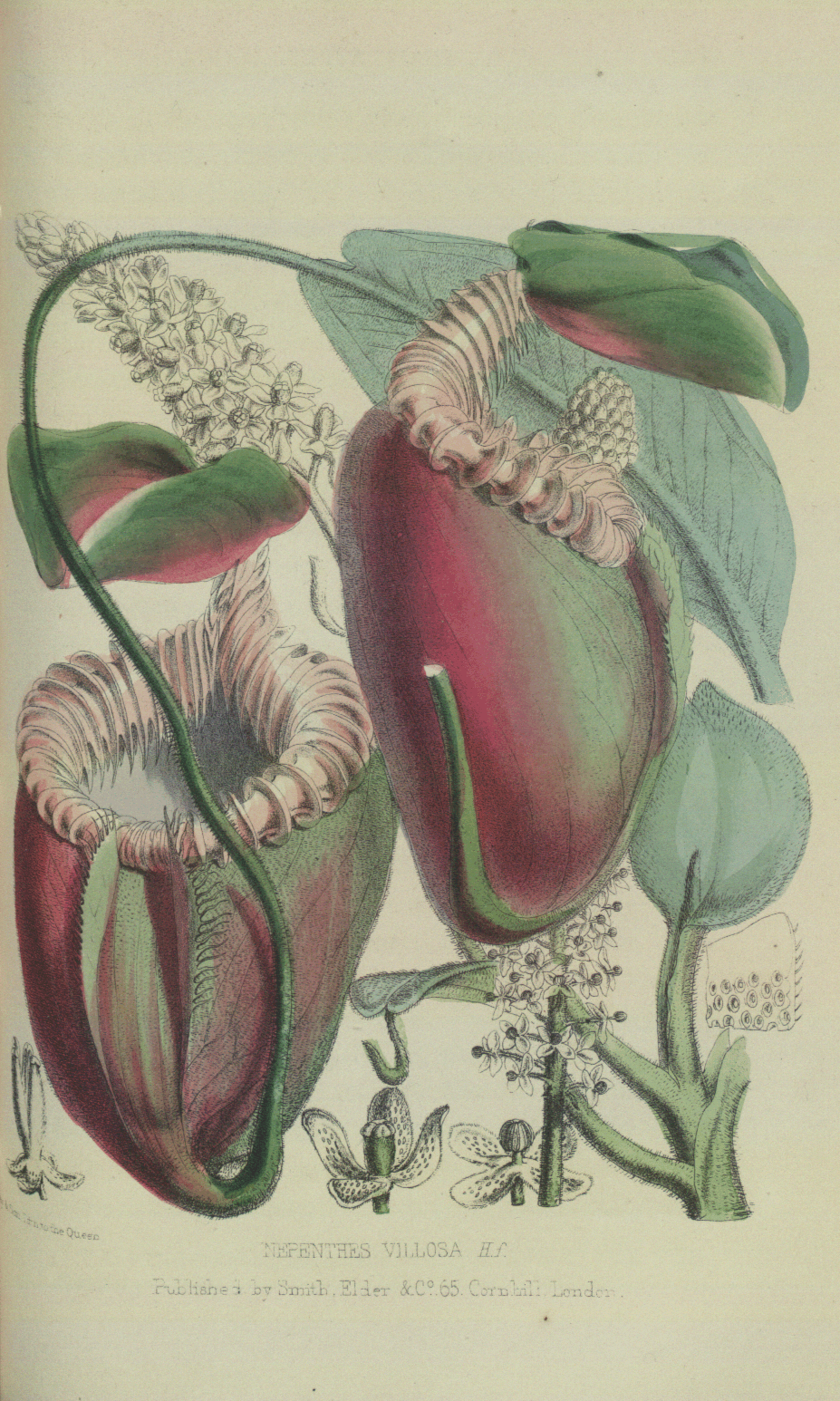

## Zmienność
Tworzy naturalne mieszańce z N. edwardsiana (= N. × harryana), N. rajah (= N. × kinabaluensis)